# League of Ireland 2002/03
Die League of Ireland 2002/03 war die 82. Spielzeit der höchsten irischen Fußballliga. Sie begann am 4. Juli 2002 und endete am 26. Januar 2003. Titelverteidiger war der Shelbourne FC.
Bohemians Dublin gewann zum neunten Mal die Meisterschaft.

## Modus
Die zehn Mannschaften spielten jeweils dreimal gegeneinander. Jedes Team absolvierte dabei 27 Saisonspiele. Der Tabellenletzte stieg direkt in die First Division ab, der Vorletzte musste in die Relegation.

## Vereine
| Verein                        | Wappen                        | Stadt    | Stadion            | Kapazität |
| ----------------------------- | ----------------------------- | -------- | ------------------ | --------- |
| Bohemians Dublin              | Bohemians Dublin              | Dublin   | Dalymount Park     | 7.955     |
| Bray Wanderers                | Bray Wanderers                | Bray     | Carlisle Grounds   | 3.250     |
| Cork City                     | Cork City                     | Cork     | Turners Cross      | 8.985     |
| Derry City                    | Derry City                    | Derry    | Brandywell Stadium | 7.700     |
| Drogheda United               | Drogheda United               | Drogheda | Hunky Dorys Park   | 2.000     |
| Longford Town                 | Longford Town                 | Longford | Flancare Park      | 6.850     |
| Shamrock Rovers               | Shamrock Rovers               | Dublin   | Tallaght Stadium   | 5.947     |
| Shelbourne FC                 | Shelbourne FC                 | Dublin   | Tolka Park         | 9.680     |
| St Patrick’s Athletic         | St Patrick’s Athletic         | Dublin   | Richmond Park      | 5.340     |
| University College Dublin AFC | University College Dublin AFC | Dublin   | UCD Bowl           | 3.000     |

## Abschlusstabelle
| Pl. | Verein                        | Sp. | S  | U  | N  | Tore    | Diff. | Punkte |
| --- | ----------------------------- | --- | -- | -- | -- | ------- | ----- | ------ |
| 1.  | Bohemians Dublin              | 27  | 15 | 9  | 3  | 047:270 | +20   | 54     |
| 2.  | Shelbourne FC (M)             | 27  | 15 | 4  | 8  | 044:260 | +18   | 49     |
| 3.  | Shamrock Rovers               | 27  | 12 | 7  | 8  | 042:290 | +13   | 43     |
| 4.  | Cork City                     | 27  | 11 | 6  | 10 | 037:340 | +3    | 39     |
| 5.  | Longford Town 1               | 27  | 8  | 11 | 8  | 025:290 | −4    | 35     |
| 6.  | University College Dublin AFC | 27  | 8  | 9  | 10 | 023:250 | −2    | 33     |
| 7.  | St Patrick’s Athletic         | 27  | 8  | 9  | 10 | 027:330 | −6    | 33     |
| 8.  | Derry City                    | 27  | 8  | 7  | 12 | 031:370 | −6    | 31     |
| 9.  | Drogheda United (N)           | 27  | 8  | 6  | 13 | 026:400 | −14   | 30     |
| 10. | Bray Wanderers                | 27  | 4  | 8  | 15 | 031:530 | −22   | 20     |

Platzierungskriterien: 1. Punkte – 2. Tordifferenz – 3. geschossene Tore

| (M) | Amtierender irischer Meister         |
| (P) | Amtierender irischer Pokalsieger     |
| (N) | Neuaufsteiger aus der First Division |

## Kreuztabelle
| Hinrunde (Runden 1–18) | Hinrunde (Runden 1–18) | Hinrunde (Runden 1–18) | Hinrunde (Runden 1–18) | Hinrunde (Runden 1–18) | Hinrunde (Runden 1–18)        | Hinrunde (Runden 1–18) | Hinrunde (Runden 1–18) | Hinrunde (Runden 1–18) | Hinrunde (Runden 1–18) | 2002/03                       | Rückrunde (Runden 19–27) | Rückrunde (Runden 19–27) | Rückrunde (Runden 19–27) | Rückrunde (Runden 19–27) | Rückrunde (Runden 19–27) | Rückrunde (Runden 19–27)      | Rückrunde (Runden 19–27) | Rückrunde (Runden 19–27) | Rückrunde (Runden 19–27) | Rückrunde (Runden 19–27) |
| ---------------------- | ---------------------- | ---------------------- | ---------------------- | ---------------------- | ----------------------------- | ---------------------- | ---------------------- | ---------------------- | ---------------------- | ----------------------------- | ------------------------ | ------------------------ | ------------------------ | ------------------------ | ------------------------ | ----------------------------- | ------------------------ | ------------------------ | ------------------------ | ------------------------ |
| Bohemians Dublin       | Shelbourne FC          | Shamrock Rovers        | Cork City              | Longford Town          | University College Dublin AFC | St Patrick’s Athletic  | Derry City             | Drogheda United        | Bray Wanderers         | Verein                        | Bohemians Dublin         | Shelbourne FC            | Shamrock Rovers          | Cork City                | Longford Town            | University College Dublin AFC | St Patrick’s Athletic    | Derry City               | Drogheda United          | Bray Wanderers           |
|                        | 1:2                    | 3:2                    | 1:1                    | 1:0                    | 2:1                           | 1:1                    | 3:2                    | 3:1                    | 4:0                    | Bohemians Dublin              |                          | –                        | 3:2                      | 2:0                      | –                        | 1:1                           | –                        | 2:2                      | 1:1                      | –                        |
| 1:2                    |                        | 0:1                    | 2:1                    | 3:0                    | 2:1                           | 1:2                    | 2:0                    | 3:3                    | 2:1                    | Shelbourne FC                 | 0:1                      |                          | –                        | –                        | 1:1                      | –                             | 2:0                      | –                        | 0:1                      | 3:1                      |
| 1:1                    | 0:0                    |                        | 4:1                    | 0:1                    | 0:0                           | 0:1                    | 3:1                    | 5:0                    | 2:1                    | Shamrock Rovers               | –                        | 0:1                      |                          | –                        | 3:2                      | 0:1                           | 2:1                      | –                        | –                        | 3:1                      |
| 1:1                    | 3:0                    | 3:2                    |                        | 1:1                    | 3:2                           | 2:0                    | 3:1                    | 1:0                    | 3:0                    | Cork City                     | –                        | 2:1                      | 1:1                      |                          | –                        | 0:1                           | –                        | 2:1                      | –                        | 3:1                      |
| 1:2                    | 0:2                    | 0:0                    | 3:2                    |                        | 1:1                           | 0:1                    | 1:1                    | 2:1                    | 1:0                    | Longford Town                 | 1:0                      | –                        | –                        | 1:0                      |                          | 0:2                           | –                        | –                        | 0:0                      | –                        |
| 1:2                    | 1:3                    | 1:2                    | 1:0                    | 0:0                    |                               | 1:0                    | 0:2                    | 3:0                    | 1:1                    | University College Dublin AFC | –                        | 0:2                      | –                        | –                        | –                        |                               | 0:0                      | 1:0                      | –                        | 0:0                      |
| 1:1                    | 2:2                    | 1:2                    | 4:1                    | 2:2                    | 2:2                           |                        | 1:0                    | 1:1                    | 1:2                    | St Patrick’s Athletic         | 2:0                      | –                        | –                        | 1:0                      | 0:2                      | –                             |                          | –                        | –                        | 1:4                      |
| 0:3                    | 1:0                    | 1:2                    | 0:0                    | 1:1                    | 1:0                           | 2:0                    |                        | 2:1                    | 3:1                    | Derry City                    | –                        | 0:1                      | 0:0                      | –                        | 1:1                      | –                             | 2:0                      |                          | –                        | –                        |
| 0:2                    | 0:3                    | 3:2                    | 1:0                    | 0:1                    | 1:0                           | 1:2                    | 2:1                    |                        | 2:1                    | Drogheda United               | –                        | –                        | 0:2                      | 0:0                      | –                        | 0:1                           | 0:0                      | 3:1                      |                          | –                        |
| 1:1                    | 1:5                    | 1:1                    | 2:3                    | 2:2                    | 0:0                           | 0:0                    | 3:3                    | 3:2                    |                        | Bray Wanderers                | 1:3                      | –                        | –                        | –                        | 2:0                      | –                             | –                        | 1:2                      | 0:2                      |                          |

## Relegation
Die Relegation wurde erstmals in Form eines Miniturniers ausgetragen. Zuerst spielten der Neunte der League of Ireland gegen den Vierten der First Division, sowie der Zweite gegen den Dritten der First Division, um den Einzug ins Playoff-Finale. Der Sieger dieser Begegnung spielte in der nächsten Saison in der League of Ireland. Dabei gelang Drogheda United der Klassenerhalt.

### Halbfinale
|               | Gesamt |                 | Hinspiel | Rückspiel |
| ------------- | ------ | --------------- | -------- | --------- |
| Galway United | 2:1    | Finn Harps      | 2:0      | 0:1       |
| Cobh Ramblers | 2:4    | Drogheda United | 2:2      | 0:2       |

### Finale
|               | Gesamt |                 | Hinspiel | Rückspiel |
| ------------- | ------ | --------------- | -------- | --------- |
| Galway United | 2:3    | Drogheda United | 2:0      | 0:3       |